# Поштанска штедионица
Поштанска штедионица (пуни правни назив: Банка Поштанска штедионица а.д. Београд) је једна од највећих банака у Србији. Основана је 1921. године са седиштем Београду. Од априла 2022. једина је банка која послује на српском тржишту у већинском власништву Владе Републике Србије.

## Историја
Поштанска штедионица је основана 26. јуна 1921. године на Палилули када је ступио на снагу Закон о поштанској штедњи. Почетак рада је најављен за 1. октобар 1923, благајна се налазила у палати Москва на Теразијама, а промет је ишао и преко посредујућих пошта и чековних завода у Љубљани, Загребу и Сарајеву. До 1926. године постаје главна финансијска штедна установа у Краљевини Југославији, са филијалама у свим поштанским испоставама у целом округу. До тада је практиковала политику финансијских трансакција без икаквих пореза, са циљем да мотивише становништво да штеди капитал.
Уследио је период технолошке имплементације. Године 1969. канцеларије су опремљене првим IBM рачунарима. Прва југословенска новчана картица, „Пост-картица”, издата је 2. јула 1990. Поштанска штедионица је такође постала прва финансијска институција у читавој СФР Југославији која је увела кредитне картице. Године 2002. Поштанска штедионица постаје потпуно оперативна банка, а 2006. године мења назив у Банка Поштанска штедионица а.д. Уврштена је на слободно тржиште на Београдској берзи 7. фебруара 2006. године.
Министарство финансија Републике Србије је у октобру 2013. године предложило Влади да банка преузме све осигуране и неосигуране депозите, као и делове имовине Привредне банке Београд у већинском државном власништву која је изгубила дозволу за банкарство. Касније, крајем јануара 2014, још једна државна Универзал банка је изгубила дозволу, а Поштанска штедионица је преузела њихове клијенте.
У априлу 2021. Поштанска штедионица је преузела мању мтс банку. У октобру 2021. године Поштанска штедионица је преузела бившу подружницу Комерцијалне банке у Босни и Херцеговини.

## Тржишни подаци
Укупна актива Поштанске штедионице на крају 2017. достигла је 1,185 милијарди евра.
На дан 2. јуна 2014. године акција Поштанске штедионице је вредела 25.754 динара. Највишу цену, односно 90.000 динара, имала је 17. маја 2007, а најнижу, односно 3.800 динара, 5. маја 2009. године.
Капитал Поштанске штедионице је у стопостотном власништву правних лица, од чега 49,57% ЈП ПТТ саобраћаја Србија и 47,85% државе Србије.